# Prasat Prei

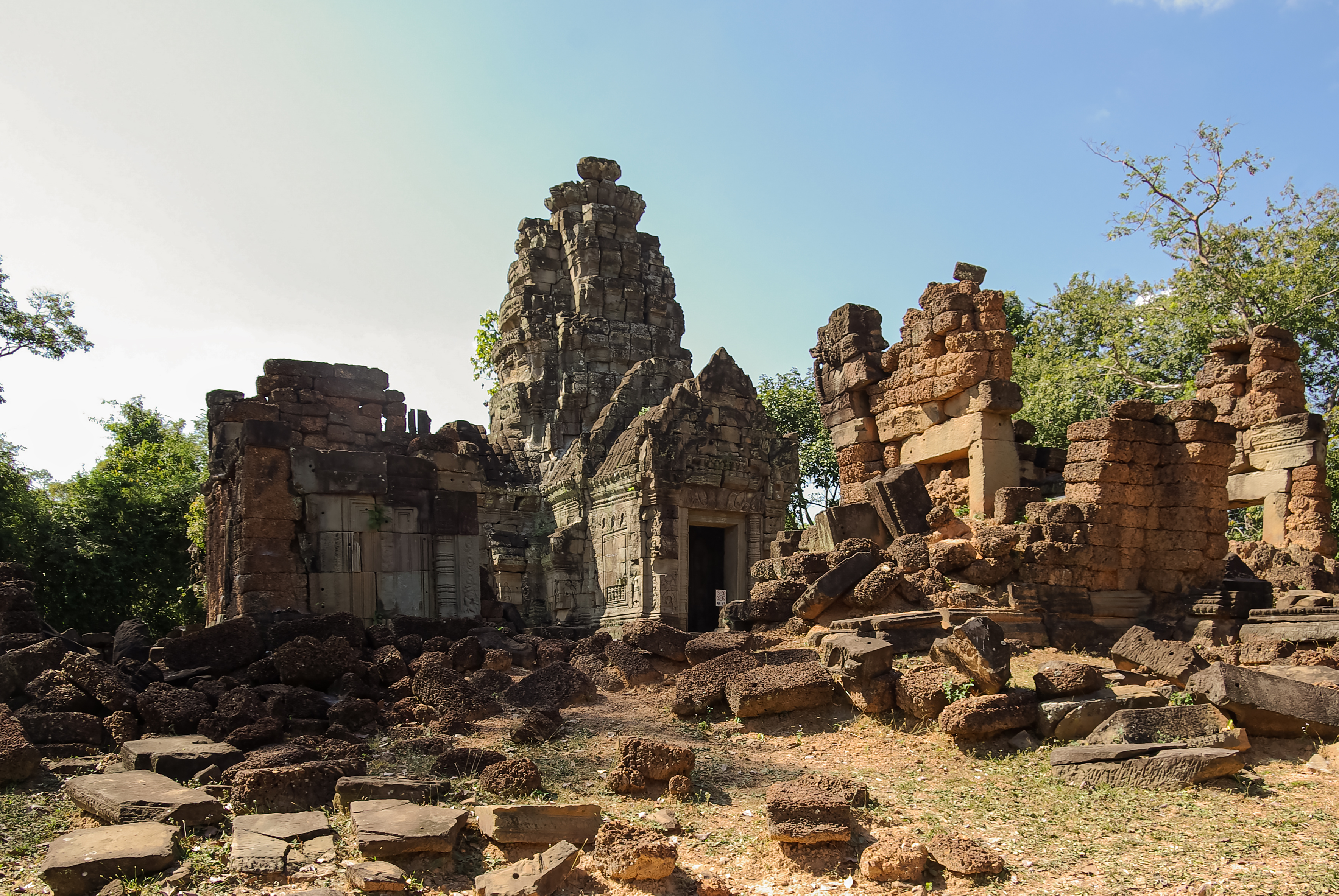
Prasat Prei mit Tempelturm (Bildmitte), Bibliothek (links) und Gopuram (rechts) (2009)

Prasat Prei ist eine buddhistische Tempelanlage im Archäologischen Park Angkor und somit Teil des Welterbes in Kambodscha.

## Geschichte
Prasat Prei, was als „Heiligtum im Wald“ übersetzt werden kann, wurde unter Jayavarman VII. im Bayon-Stil erbaut, der sich durch üppige und dichte Verzierungen auszeichnet. Im Jahr 1934 befreite H. Mauger für die École française d’Extrême-Orient (EFEO) den Tempel vom Überwuchs. Bei der Restaurierung wurde die Skulptur eines von Ochsen gezogenen Streitwagens entdeckt und museal verwahrt.

## Architektur
Im Zentrum steht ein vierstöckiger Tempelturm, ein Prasat, über einer kreuzförmigen Cella von 2,90 × 2,90 m Grundfläche. Im Osten schließt ein längeres Vestibül an, während in den anderen Richtungen kurze Flure vor Scheinportalen enden. Alle diese Vestibüle haben Kraggewölbe. In den Nischen sind stehende Devas abgebildet. Weitere typische Elemente des Bayon-Stils, die Prasat Prei aufweist, sind Apsaras, Rankwerk und geometrische Muster als Hintergrundmotive sowie Blindfenster mit Säulengitter oder Gardinen als Steinreproduktion. Südöstlich des Prasats steht eine aus Sandstein und Laterit gebaute „Bibliothek“, deren Eingang im Westen liegt. Bei diesen für die Architektur Angkors typischen Bauwerken handelt es sich um Einzelgebäude, die nicht nur zur Verwahrung heiliger Schriften dienten, wie von der EFEO in der ersten Hälfte des 20. Jahrhunderts vermutet, sondern wohl häufiger als Unterkünfte für Pilger, Familienheiligtümer und Standorte für Brandopferaltare. Prasat Prei ist von einer äußeren Umfassungsmauer aus Laterit umgeben, die nur noch in Teilen erhalten ist und eine Fläche von 20 × 24 m umschließt. Ein Torturm, ein Gopuram, bildete den Eingang zum Tempelbezirk. Von diesem stehen lediglich noch ein Türrahmen aus Sandstein und die Laibung eines Fensters. In der Nordostecke des Prasat Prei sind die Reste eines Lateritfundaments zu finden.